# أندي غراهام
أندي غراهام (بالإنجليزية: Andy Graham)‏ (22 سبتمبر 1983 غلاسكو المملكة المتحدة - ) هو لاعب كرة قدم بريطاني يلعب كمدافع.

## روابط خارجية
- أندي غراهام على موقع قاعدة بيانات كرة القدم.إي يو (الإنجليزية)
- أندي غراهام على موقع Soccerbase.com (لاعب) (الإنجليزية)
- أندي غراهام على موقع Soccerway.com (الإنجليزية)